# Ágar MRS
O ágar De Man, Rogosa e Sharpe, frequentemente abreviado para MRS, é um meio de cultura seletivo projetado para favorecer o crescimento profuso de lactobacilos para estudo laboratorial. Desenvolvido em 1960, este meio foi nomeado por seus inventores. Ele contém acetato de sódio, que suprime o crescimento de muitas bactérias competidoras (embora algumas outras bactérias ácido-láticas, como Leuconostoc e Pediococcus, possam crescer). Este meio tem uma cor marrom claro.

## Composição típica
O ágar MRS geralmente contém (m/v):
- 1,0 % de peptona
- 1,0 % de extrato de carne bovina
- 0,4 % de extrato de levedura
- 2,0 % de glicose
- 0,5 % de acetato de sódio tri-hidratado
- 0,1 % de polissorbato 80 (também conhecido como Tween 80)
- 0,2 % de hidrogenofosfato de dipotássio
- 0,2 % de citrato de triamônio
- 0,02 % de sulfato de magnésio hepta-hidratado
- 0,005 % de sulfato de manganês tetrahidratado
- 1,0 % de ágar
- pH ajustado para 6,2 a 25 ° C

Os extratos de levedura / carne e peptona fornecem fontes de carbono, nitrogênio e vitaminas para o crescimento bacteriano geral. O extrato de levedura também contém vitaminas e aminoácidos especificamente exigidos pelos lactobacilos. Polissorbato 80 é um surfactante que auxilia na absorção de nutrientes pelos lactobacilos. Sulfato de magnésio e sulfato de manganês fornecem cátions usados no metabolismo.